# 1927. június 20-i konzisztórium
Az 1927. június 20-i konzisztóriumot XI. Piusz pápa hívta össze május 2-án. Összesen 2 új bíborost kreált.
| Nº                     | Ország                 | Név                       | Életkor                | Hivatal                                   |
| Pápaválasztó bíborosok | Pápaválasztó bíborosok | Pápaválasztó bíborosok    | Pápaválasztó bíborosok | Pápaválasztó bíborosok                    |
| ---------------------- | ---------------------- | ------------------------- | ---------------------- | ----------------------------------------- |
| 1                      | Belgium                | Jozef-Ernest van Roey     | 53                     | a Mecheleni főegyházmegye érseke          |
| 2                      | Lengyelország          | August Józef Hlond S.D.B. | 45                     | a Gnieznó és Poznańi főegyházmegye érseke |